# نانيامو إي (كولومبيا البريطانية)
نانيامو  (بالإنجليزية: Nanaimo)‏ هي مدينة كندية تقع في مقاطعة كولومبيا البريطانية. تبلغ مساحة هذه المدينة 75.1097 (كم²)، ويبلغ عدد سكانها 5462 نسمة حسب إحصاء سنة 2006 م، بينما كان يسكنها 4820 نسمة في سنة 2001 م. تحتل هذه المدينة المرتبة رقم 640 بين مدن كندا حسب عدد السكان والمرتبة رقم 85 في المقاطعة. نما عدد السكان في هذه المدينة بنسبة (13.3) بين العامين المذكورين.

## المناخ
| البيانات المناخية لـ{{{location}}}            | البيانات المناخية لـ{{{location}}} | البيانات المناخية لـ{{{location}}} | البيانات المناخية لـ{{{location}}} | البيانات المناخية لـ{{{location}}} | البيانات المناخية لـ{{{location}}} | البيانات المناخية لـ{{{location}}} | البيانات المناخية لـ{{{location}}} | البيانات المناخية لـ{{{location}}} | البيانات المناخية لـ{{{location}}} | البيانات المناخية لـ{{{location}}} | البيانات المناخية لـ{{{location}}} | البيانات المناخية لـ{{{location}}} | البيانات المناخية لـ{{{location}}} |
| الشهر                                         | يناير                              | فبراير                             | مارس                               | أبريل                              | مايو                               | يونيو                              | يوليو                              | أغسطس                              | سبتمبر                             | أكتوبر                             | نوفمبر                             | ديسمبر                             | المعدل السنوي                      |
| --------------------------------------------- | ---------------------------------- | ---------------------------------- | ---------------------------------- | ---------------------------------- | ---------------------------------- | ---------------------------------- | ---------------------------------- | ---------------------------------- | ---------------------------------- | ---------------------------------- | ---------------------------------- | ---------------------------------- | ---------------------------------- |
| الدرجة القصوى °م (°ف)                         | 15.6 (60.1)                        | 18.3 (64.9)                        | 21.7 (71.1)                        | 27.0 (80.6)                        | 34.3 (93.7)                        | 34.5 (94.1)                        | 40.6 (105.1)                       | 36.7 (98.1)                        | 33.2 (91.8)                        | 29.3 (84.7)                        | 19.4 (66.9)                        | 18.2 (64.8)                        | 40.6 (105.1)                       |
| متوسط درجة الحرارة الكبرى °م (°ف)             | 6.9 (44.4)                         | 8.5 (47.3)                         | 11.0 (51.8)                        | 14.1 (57.4)                        | 17.7 (63.9)                        | 20.8 (69.4)                        | 23.9 (75.0)                        | 24.3 (75.7)                        | 20.9 (69.6)                        | 14.6 (58.3)                        | 9.3 (48.7)                         | 6.3 (43.3)                         | 14.8 (58.6)                        |
| المتوسط اليومي °م (°ف)                        | 3.5 (38.3)                         | 4.3 (39.7)                         | 6.3 (43.3)                         | 9.0 (48.2)                         | 12.5 (54.5)                        | 15.6 (60.1)                        | 18.1 (64.6)                        | 18.2 (64.8)                        | 14.9 (58.8)                        | 9.9 (49.8)                         | 5.6 (42.1)                         | 3.1 (37.6)                         | 10.1 (50.2)                        |
| متوسط درجة الحرارة الصغرى °م (°ف)             | 0.1 (32.2)                         | 0.0 (32.0)                         | 1.7 (35.1)                         | 3.9 (39.0)                         | 7.2 (45.0)                         | 10.3 (50.5)                        | 12.3 (54.1)                        | 12.1 (53.8)                        | 8.9 (48.0)                         | 5.2 (41.4)                         | 1.8 (35.2)                         | −0.2 (31.6)                        | 5.3 (41.5)                         |
| أدنى درجة حرارة °م (°ف)                       | −18.3 (−0.9)                       | −17.2 (1.0)                        | −12.2 (10.0)                       | −5 (23)                            | −4.4 (24.1)                        | 0.6 (33.1)                         | 2.8 (37.0)                         | 3.3 (37.9)                         | −1.1 (30.0)                        | −6.7 (19.9)                        | −16.1 (3.0)                        | −20 (−4)                           | −20 (−4)                           |
| الهطول مم (إنش)                               | 187.9 (7.40)                       | 126.0 (4.96)                       | 113.0 (4.45)                       | 67.4 (2.65)                        | 54.3 (2.14)                        | 43.4 (1.71)                        | 25.4 (1.00)                        | 28.4 (1.12)                        | 35.8 (1.41)                        | 102.2 (4.02)                       | 197.2 (7.76)                       | 184.3 (7.26)                       | 1٬165٫4 (45.88)                    |
| معدل هطول الأمطار مم (إنش)                    | 167.8 (6.61)                       | 115.2 (4.54)                       | 106.9 (4.21)                       | 67.2 (2.65)                        | 54.2 (2.13)                        | 43.4 (1.71)                        | 25.4 (1.00)                        | 28.4 (1.12)                        | 35.8 (1.41)                        | 101.2 (3.98)                       | 186.5 (7.34)                       | 166.1 (6.54)                       | 1٬098٫2 (43.24)                    |
| متوسط تساقط الثلوج سم (إنش)                   | 21.0 (8.3)                         | 10.9 (4.3)                         | 6.2 (2.4)                          | 0.2 (0.1)                          | 0.1 (0.0)                          | 0.0 (0.0)                          | 0.0 (0.0)                          | 0.0 (0.0)                          | 0.0 (0.0)                          | 1.2 (0.5)                          | 10.7 (4.2)                         | 18.4 (7.2)                         | 68.7 (27.0)                        |
| متوسط أيام هطول الأمطار (≥ 0.2 mm)            | 19.7                               | 16.0                               | 18.2                               | 15.6                               | 14.8                               | 12.4                               | 7.6                                | 6.8                                | 8.2                                | 15.5                               | 20.5                               | 20.4                               | 175.6                              |
| متوسط الأيام الممطرة (≥ 0.2 mm)               | 18.0                               | 14.9                               | 17.8                               | 15.6                               | 14.8                               | 12.4                               | 7.6                                | 6.8                                | 8.2                                | 15.4                               | 19.8                               | 18.8                               | 170.0                              |
| متوسط الأيام المثلجة (≥ 0.2 cm)               | 3.1                                | 2.3                                | 1.0                                | 0.0                                | 0.1                                | 0.0                                | 0.0                                | 0.0                                | 0.0                                | 0.1                                | 1.2                                | 3.2                                | 11.0                               |
| متوسط الرطوبة النسبية (%) (at {{{time day}}}) | 81.5                               | 71.1                               | 65.5                               | 59.6                               | 57.8                               | 57.0                               | 52.7                               | 52.1                               | 56.2                               | 68.5                               | 78.4                               | 83.2                               | 65.3                               |
| ساعات سطوع الشمس الشهرية                      | 56.8                               | 88.6                               | 133.1                              | 179.0                              | 224.4                              | 226.1                              | 288.8                              | 280.0                              | 213.9                              | 131.9                              | 67.0                               | 50.8                               | 1٬940٫2                            |
| نسبة وصول أشعة الشمس                          | 21.0                               | 31.0                               | 36.2                               | 43.6                               | 47.4                               | 46.7                               | 59.1                               | 62.8                               | 56.4                               | 39.3                               | 24.3                               | 19.7                               | 40.6                               |
| المصدر: en:Environment Canada                 |                                    |                                    |                                    |                                    |                                    |                                    |                                    |                                    |                                    |                                    |                                    |                                    |                                    |

## توأمة
لنانيامو إي (كولومبيا البريطانية) اتفاقيات توأمة مع:
- سايتاما

## أعلام
- راند هولمز
- جاستن تشاتوين
- روبرت سومرز
- جورج إدوين هيلز
- ماري فرايزل
- شيلا واتسون
- ستيف سميث
- أليسون فورسيث
- ديانا كرال
- جوديل فيرلاند

## وصلات خارجية
- الأطلس الحكومي لكندا
- إحصاءات كندا مع ساعة تعداد السكان